# Ruta de Illinois 3
La Ruta de Illinois 3, y abreviada IL 3 (en inglés: Illinois Route 3) es una carretera estatal estadounidense ubicada en el estado de Illinois. La carretera inicia en el sur desde la I 57  , US 51   en Cairo hacia el norte en la IL 100  , GRR 1   en Grafton. La carretera tiene una longitud de 301,6 km (187.44 mi).

## Mantenimiento
Al igual que las autopistas interestatales, y las rutas federales y el resto de carreteras estatales, la Ruta de Illinois 3 es administrada y mantenida por el Departamento de Transporte de Illinois por sus siglas en inglés IDOT.